# Mas de Juan Edo
El mas de Juan Edo, més conegut amb el topònim en castellà de Masía de Juanedo, és un mas abandonat situat al terme municipal de Lludient, a la comarca de l'Alt Millars. L'any 1940 tenia vuit habitants. Té la particularitat d'haver estat una de les poques masies valencianoparlants que existien a la zona castellanoparlant del País Valencià.
Situada a l'alt del Juncar, s'accedeix al despoblat a través de la carretera CV-193 (Llucena - Argeleta), la qual s'ha deixar al mas del Juncar per tal de prendre una pista de terra que es correspon amb el camí Reial d'Aragó. Entre els masos de la Cellarda i del Bataner naix una altra pista, cap a l'oest, que arriba fins a Juan Edo.
El mas domina el barranc del Manzano, i es troba molt proper al límit municipal de Lludient amb Llucena i amb Argeleta. En el seu àmbit s'hi troben dues cavitats: la cova i la coveta de Juan Edo.